# Estonian International 2004
Die Estonian International 2004 im Badminton fanden in Tallinn vom 3. bis zum 4. Juli 2004 statt.

## Austragungsort
- Kalevi Spordihalis, Juhkentali 12

## Sieger und Platzierte
| Disziplin    | Gold                           | Silber                         | Bronze                                  |
| ------------ | ------------------------------ | ------------------------------ | --------------------------------------- |
| Herreneinzel | Yuichi Ikeda                   | Ilkka Nyqvist                  | Kaveh Mehrabi                           |
| Herreneinzel | Yuichi Ikeda                   | Ilkka Nyqvist                  | Nicholas Kidd                           |
| Dameneinzel  | Kati Tolmoff                   | Simone Prutsch                 | Solenn Pasturel                         |
| Dameneinzel  | Kati Tolmoff                   | Simone Prutsch                 | Helen Reino                             |
| Herrendoppel | Giorgos Patis Theodoros Velkos | Jonathan Morgan James Phillips | Indrek Küüts Meelis Maiste              |
| Herrendoppel | Giorgos Patis Theodoros Velkos | Jonathan Morgan James Phillips | Aleksei Kuplinov Konstantin Sarapultsev |
| Damendoppel  | Kati Tolmoff Solenn Pasturel   | Helen Reino Piret Hamer        |                                         |
| Damendoppel  | Kati Tolmoff Solenn Pasturel   | Helen Reino Piret Hamer        |                                         |
| Mixed        | Leena Löytömäki Ilkka Nyqvist  | Piret Hamer Indrek Küüts       | Tomas Dovydaitis Kristina Dovidaitytė   |
| Mixed        | Leena Löytömäki Ilkka Nyqvist  | Piret Hamer Indrek Küüts       | Kęstutis Navickas Ugnė Urbonaitė        |

## Finalergebnisse
| Disziplin    | Sieger                         | Finalist                  | Ergebnis        |
| ------------ | ------------------------------ | ------------------------- | --------------- |
| Herreneinzel | Yuichi Ikeda                   | Ilkka Nyqvist             | 15-5 15-8       |
| Dameneinzel  | Kati Tolmoff                   | Simone Prutsch            | 11-5 11-5       |
| Herrendoppel | Theodoros Velkos Giorgos Patis | Joe Morgan James Phillips | 15-12 15-9      |
| Damendoppel  | Kati Tolmoff Solenn Pasturel   | Helen Reino Piret Hamer   | 15-8 16-17 15-7 |
| Mixed        | Ilkka Nyqvist Leena Löytömäki  | Indrek Küüts Piret Hamer  | 15-3 15-9       |

## Ergebnisse

### Herreneinzel
- Yuichi Ikeda –  Elar Saar: 15-2 / 15-2
- Vahur Lukin –  Leon Peper: 15-3 / 15-6
- Shai Geffen –  Rainer Kaljumae: 15-1 / 15-4
- Tauno Tooming –  Donatas Narvilas: 15-13 / 15-2
- Nicholas Kidd –  James Phillips: 15-2 / 15-6
- Konstantin Sarapultsev –  Lars Klintrup: 5-15 / 15-11 / 15-7
- Kęstutis Navickas –  Kristo Kivisaar: 15-3 / 15-4
- Raul Must –  Maris Gulmanis: 15-2 / 15-3
- Aleksei Kuplinov –  Clemens Michael Smola: 15-3 / 15-8
- Margus Metskula –  Morten Sejling: 15-11 / 15-11
- Kaveh Mehrabi –  Vahur Kivistik: 15-1 / 15-0
- Heiki Sorge –  Kristaps Pilveris: 15-0 / 15-1
- Ilkka Nyqvist –  Allan Kokkota: 15-3 / 15-4
- Tomas Dovydaitis –  Ants Mängel: 16-17 / 15-6 / 15-10
- Kasperi Salo –  Joe Morgan: 15-3 / 15-3
- Ville Lång –  Robert Antropov: w.o.
- Yuichi Ikeda –  Vahur Lukin: 15-5 / 15-2
- Shai Geffen –  Tauno Tooming: 15-12 / 15-9
- Nicholas Kidd –  Konstantin Sarapultsev: 15-1 / 15-1
- Ville Lång –  Kęstutis Navickas: 15-12 / 15-13
- Raul Must –  Aleksei Kuplinov: 17-14 / 15-4
- Kaveh Mehrabi –  Margus Metskula: 15-4 / 15-8
- Ilkka Nyqvist –  Heiki Sorge: 15-10 / 15-5
- Kasperi Salo –  Tomas Dovydaitis: 15-0 / 15-4
- Yuichi Ikeda –  Shai Geffen: 15-3 / 15-2
- Nicholas Kidd –  Ville Lång: 15-4 / 4-15 / 15-5
- Kaveh Mehrabi –  Raul Must: 15-14 / 15-8
- Ilkka Nyqvist –  Kasperi Salo: 15-10 / 6-15 / 17-15
- Yuichi Ikeda –  Nicholas Kidd: 15-6 / 15-13
- Ilkka Nyqvist –  Kaveh Mehrabi: 5-15 / 17-15 / 15-4
- Yuichi Ikeda –  Ilkka Nyqvist: 15-5 / 15-8

### Dameneinzel
- Kulle Laidmae –  Rasa Šulnienė: 13-12 / 11-3
- Kati Tolmoff –  Laura Vana: 11-0 / 11-0
- Saara Hynninen –  Akvilė Stapušaitytė: 11-0 / 11-2
- Solenn Pasturel –  Stina Viljus: 11-0 / 11-1
- Kristina Dovidaitytė –  Sandra Kamilova: 11-8 / 8-11 / 11-7
- Helen Reino –  Kulle Laidmae: 11-9 / 11-1
- Ugnė Urbonaitė –  Veera Hynninen: 11-3 / 11-0
- Merja Pallonen –  Grete Talviste: 11-4 / 11-2
- Simone Prutsch –  Karoliine Hõim: 11-0 / 11-4
- Kati Tolmoff –  Saara Hynninen: 11-3 / 11-0
- Solenn Pasturel –  Kristina Dovidaitytė: 11-4 / 11-9
- Helen Reino –  Ugnė Urbonaitė: 11-6 / 11-5
- Simone Prutsch –  Merja Pallonen: 11-0 / 11-3
- Kati Tolmoff –  Solenn Pasturel: 11-7 / 11-4
- Simone Prutsch –  Helen Reino: 11-4 / 11-5
- Kati Tolmoff –  Simone Prutsch: 11-5 / 11-5

### Herrendoppel
- Vahur Lukin /  Einar Veede –  Robert Antropov /  Vahur Kivistik: 15-2 / 15-5
- Indrek Küüts /  Meelis Maiste –  Maris Gulmanis /  Kristaps Pilveris: 15-1 / 15-1
- Joe Morgan /  James Phillips –  Aigar Tonus /  Tauno Tooming: 15-5 / 15-2
- Aleksei Kuplinov /  Konstantin Sarapultsev –  Ants Mängel /  Raul Must: 15-3 / 15-9
- Giorgos Patis /  Theodoros Velkos –  Vahur Lukin /  Einar Veede: 15-6 / 15-2
- Indrek Küüts /  Meelis Maiste –  Shai Geffen /  Leon Peper: 15-6 / 15-9
- Joe Morgan /  James Phillips –  Andres Aru /  Heiki Sorge: 15-5 / 15-5
- Aleksei Kuplinov /  Konstantin Sarapultsev –  Tomas Dovydaitis /  Donatas Narvilas: 15-3 / 15-10
- Giorgos Patis /  Theodoros Velkos –  Indrek Küüts /  Meelis Maiste: 15-4 / 9-15 / 15-12
- Joe Morgan /  James Phillips –  Aleksei Kuplinov /  Konstantin Sarapultsev: 15-10 / 15-4
- Giorgos Patis /  Theodoros Velkos –  Joe Morgan /  James Phillips: 15-12 / 15-9

### Mixed
- Leon Peper /  Evelin Vilkman –  Robert Antropov /  Mari Tomingas: 15-3 / 15-11
- Tomas Dovydaitis /  Kristina Dovidaitytė –  Andres Aru /  Ulla Helm: 15-12 / 15-3
- Vahur Lukin /  Kati Kilk –  Einar Veede /  Kulle Laidmae: 16-17 / 15-10 / 15-10
- Kęstutis Navickas /  Ugnė Urbonaitė –  Ants Mängel /  Grete Talviste: 15-6 / 15-10
- Indrek Küüts /  Piret Hamer –  Leon Peper /  Evelin Vilkman: 15-4 / 15-3
- Tomas Dovydaitis /  Kristina Dovidaitytė –  Shai Geffen /  Katrin Vilkman: 15-10 / 15-10
- Ilkka Nyqvist /  Leena Löytömäki –  Vahur Lukin /  Kati Kilk: 15-6 / 15-3
- Indrek Küüts /  Piret Hamer –  Kęstutis Navickas /  Ugnė Urbonaitė: 15-5 / 13-15 / 15-8
- Ilkka Nyqvist /  Leena Löytömäki –  Tomas Dovydaitis /  Kristina Dovidaitytė: 15-3 / 15-8
- Ilkka Nyqvist /  Leena Löytömäki –  Indrek Küüts /  Piret Hamer: 15-3 / 15-9